# Сноуборд на зимних Олимпийских играх 2014 — сноуборд-кросс (женщины)
Соревнования по бордеркроссу в сноубординге среди женщин на зимних Олимпийских играх 2014 прошли 16 февраля 2014 года. Все соревнования прошли в Экстрим-парке Роза Хутор.

## Расписание
Расписание всех соревнований согласно официальному сайту:

Время МСК (UTC+4).
| День    | Дата                    | Старт | Финиш | Соревнование                                      |
| ------- | ----------------------- | ----- | ----- | ------------------------------------------------- |
| День 10 | Воскресенье, 16 февраля | 11:00 | 12:00 | Сноуборд-кросс (женщины) — квалификация           |
| День 10 | Воскресенье, 16 февраля | 13:15 | 13:55 | Сноуборд-кросс (женщины) — финальные соревнования |

## Медалисты
| Золото            | Серебро               | Бронза              |
| Ева Самкова Чехия | Доминик Мальте Канада | Хлоя Трепёш Франция |